# Surrealisme
Het surrealisme is een kunststroming in de moderne kunst ontstaan als literaire stroming in het begin van 1920. Hoewel er een hoogtepunt van het surrealisme is waar te nemen tussen 1925 en 1940, in zowel schilderkunst, beeldhouwkunst, fotografie als in de literatuur, is het surrealisme nog steeds aanwezig en actief.
Het is de Franse schrijver en essayist André Breton, die in 1924 zijn opvattingen omtrent het surrealisme in de kunst, vooral de schilderkunst en de literatuur, te boek stelt in het Manifest van het Surrealisme (Frans: Manifeste du surréalisme). Over de relatie tussen het surrealisme en de schilderkunst publiceerde hij in 1928 Le surréalisme et la peinture, dat in 1965 met vele nieuwe toevoegingen nogmaals werd uitgegeven.
Teleurgesteld in het rationalisme, dat door de gruwelen van de Eerste Wereldoorlog te optimistisch was gebleken, en geïnspireerd door de ideeën van Sigmund Freud, stellen surrealisten de door vrije associaties gekenmerkte bewustzijnstoestand van de droom centraal.

## Benaming
Het woord ‘surréaliste’ werd in 1917 gemunt door de Franse avant-gardedichter Apollinaire om het ballet Parade van Sergei Diaghilev te beschrijven. Naar zijn gevoel dienden de absurditeiten in dat werk om voorbij het alledaagse een diepere werkelijkheid te onthullen. Appolinaire stierf het volgende jaar, maar zijn neologisme werd in 1924 opgerakeld door André Breton.

## Kenmerken en technieken

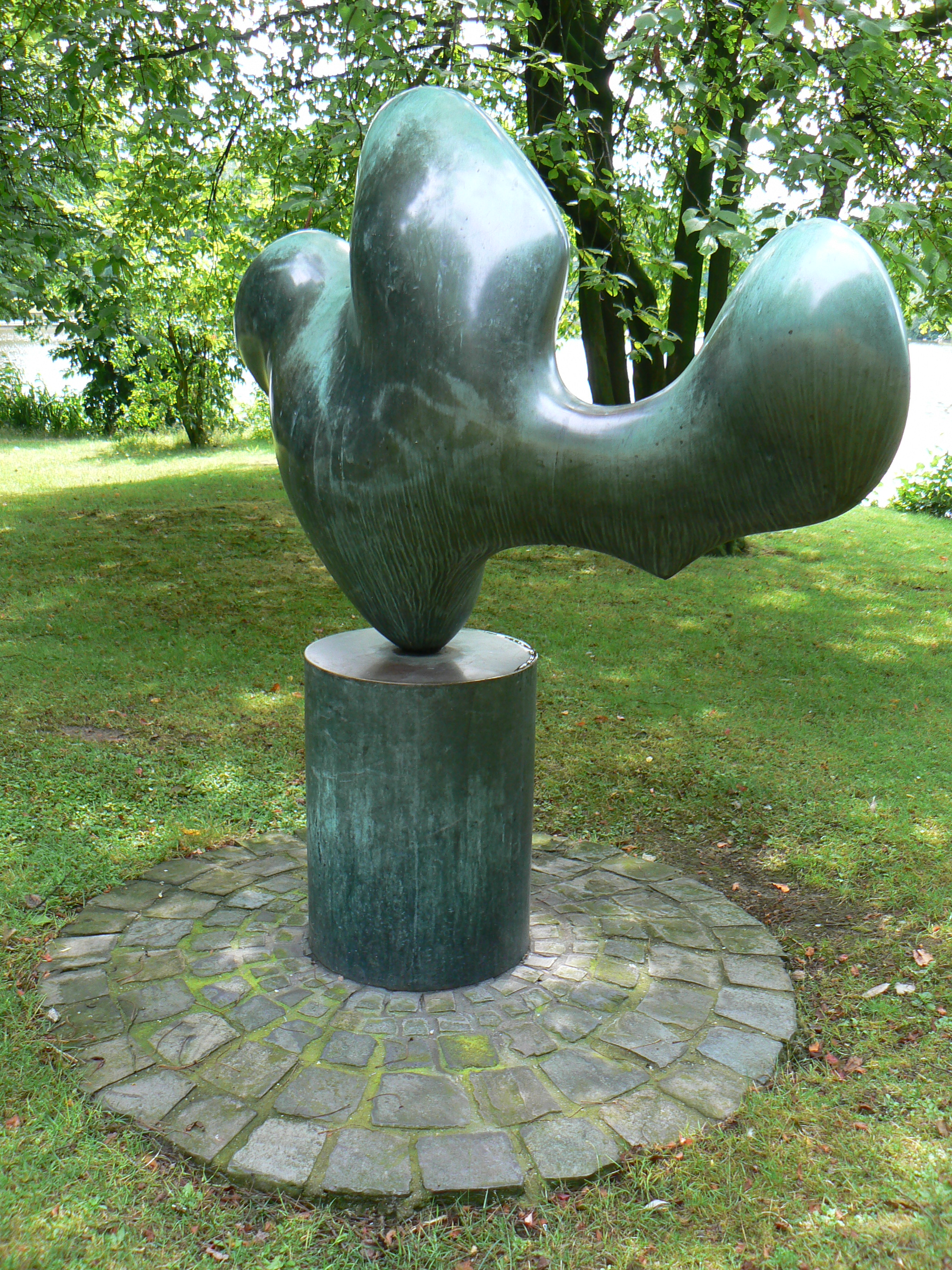
Beeld van Jean Arp

Het surrealisme is een van oorsprong literaire stroming, die in 1924 in het manifest van André Breton werd gedefinieerd als: Automatische spontaneïteit in zijn meest pure vorm, waarin men probeert - verbaal, door het geschreven woord, of in welke vorm dan ook - de manier van denken te laten zien, geleid door fantasie, zonder enige gecontroleerde ratio en los van morele waarden.
Meestal uitgevoerd in een hyperrealistische stijl stellen de surrealisten beelden samen in absoluut onverwachte, verrassende, zo niet schokkende combinaties. Het is echter evenzeer mogelijk, zoals het werk van Hans Arp bewijst, dat de werken totaal abstract zijn, of, zoals in het werk van Joan Miró, herkenbaar maar zeker niet realistisch. Surrealisten proberen hun fantasie zo veel mogelijk de vrije loop te laten. Ze schilderen bijvoorbeeld droombeelden. Automatisch tekenen of schrijven is ook een toegepaste techniek.
Andere technieken die gebruikt worden om inspiratie op te doen uit het onderbewuste zijn:
- Cadavre exquis - meerdere mensen werken samen aan een tekst of aan een beeld. In geval van een tekening op papier werken ze om de beurt aan een tekening, waarbij het werk van de eerder persoon wordt omgevouwen. Zo ontstaan vreemde figuren uitgevoerd in verschillende handschriften of stijlen.
- Collage - door uitknippen en opplakken van niet met elkaar samenhangende beelden worden nieuwe, niet bestaande, voorwerpen gemaakt.
- Decalcomanie - verf of inkt op een papier wordt overgebracht op een ander papier, waardoor grillige afbeeldingen ontstaan.
- Frottage - een papier wordt op een ondergrond met een structuur gelegd, met potlood wordt over het papier gewreven, zodat de structuur zichtbaar wordt. Grattage is een variant hiervan, waarbij een structuur onder een nog nat schilderwerk wordt gelegd. Met een paletmes wordt de natte verf afgeschraapt, zodat de structuur zichtbaar wordt.
- Oscillatietechniek - een blik verf met een gat in de bodem wordt boven het schildersdoek aan een draad gehangen en heen en weer geslingerd. Zo ontstaan lijnen en druppels die de vorm aannemen van lissajousfiguren.

Het surrealisme is dus geen esthetische school of vastgelegde stijlvorm, maar een geestesstroming, die leidde tot de automatische spontaneïteit. Artistiek is het inherent zowel aan de pure abstractie van Hans Arp en Joan Miró als aan de expressionistische figuratie van Max Ernst of Pierre Alechinsky.

## Modern Surrealisme
Het Surrealisme ontstond weliswaar in 1924 met het uitkomen van Bretons manifest maar ook 100 jaar later is het nog steeds een levende kunststroming. De International Society for the study of Surrealism doet onderzoek naar de invloed van het Surrealisme op de kunst en stimuleert kunstenaars die zich in het genre bevinden en brengt hen samen. In het museum vernoemd naar Max Ernst en Dorothea Tanning, Chez Max& Dorothea, worden doorlopend tentoonstellingen georganiseerd. Hedendaagse kunstenaars in het genre zijn onder meer Mohsen Elbelassy, Julie Curtiss, Mary Reid Kelley and Patrick Kelley en David Lynch.

## Verwante stromingen
Het surrealisme kwam voort uit de dada-beweging, die ontstaan was na de Eerste Wereldoorlog in Zwitserland. Dada-kunstenaars waren zeer politiek geëngageerd en maatschappijkritisch en zetten zich af tegen de gevestigde orde. Ze geloofden dat de rationaliteit en de dwang tot vooruitgang de wereld in oorlog had gedompeld en probeerden met hun toneelstukken en kunstprojecten vrede te stichten. De surrealistische kunstenaars namen de dwang tot het niet-rationele en de persoonlijke expressie over van de dada-kunstenaars. Surrealistische werken tonen daarom vaak een nieuwe wereld, die anders is dan de werkelijkheid.
Verwante stromingen aan het surrealisme zijn:
- Dadaïsme
- Primitivisme
- Futurisme
- Magisch realisme
- Realistisch expressionisme

## Surrealistische kunstenaars

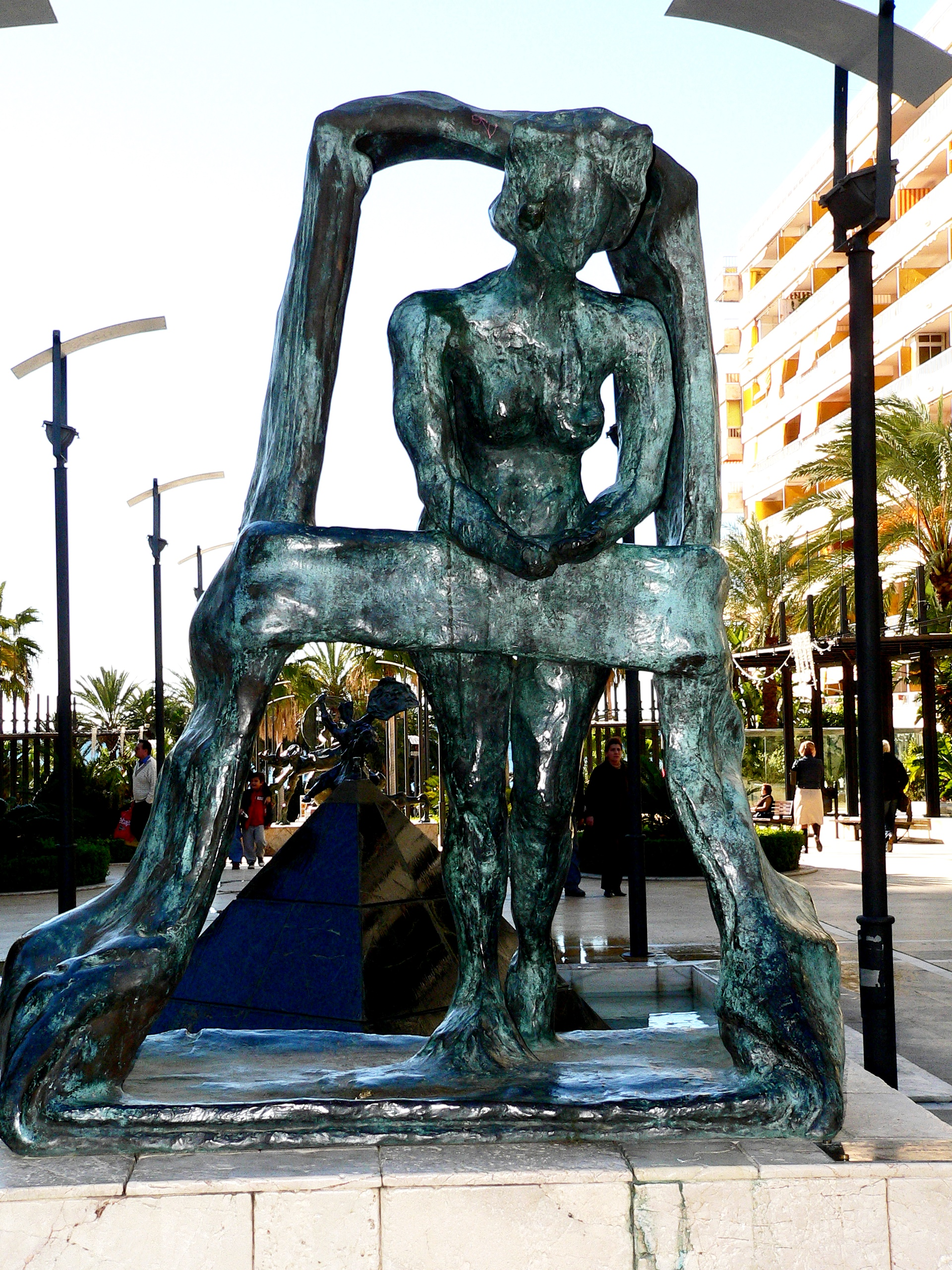
Gala asomada a la ventana van Salvador Dalí

Enkele surrealistische kunstenaars zijn:
- Jean Arp
- Guillaume Apollinaire
- Rachel Baes
- Achraf Baznani
- Zdzisław Beksiński
- Hans Bellmer
- Victor Brauner
- Leonora Carrington
- Willem den Broeder
- Salvador Dalí
- Paul Delvaux
- Max Ernst
- Leonor Fini
- Wilhelm Freddie
- Alberto Giacometti
- Jane Graverol
- Kati Horna
- Frida Kahlo
- Willem van Leusden
- René Magritte
- Joan Miró
- Joop Moesman
- Meret Oppenheim
- Yves Tanguy
- Dorothea Tanning
- Suzanne Van Damme
- Emiel van Moerkerken
- Willem Wagenaar
- Karel Wollens

Aan het surrealisme verwante kunstenaars zijn:
- Pablo Picasso
- Henri Cartier-Bresson
- Michaël Borremans
- Olivier Lamboray
- Otto Prinsen
- Domingo Vega de la Rosa

## Psychoanalyse

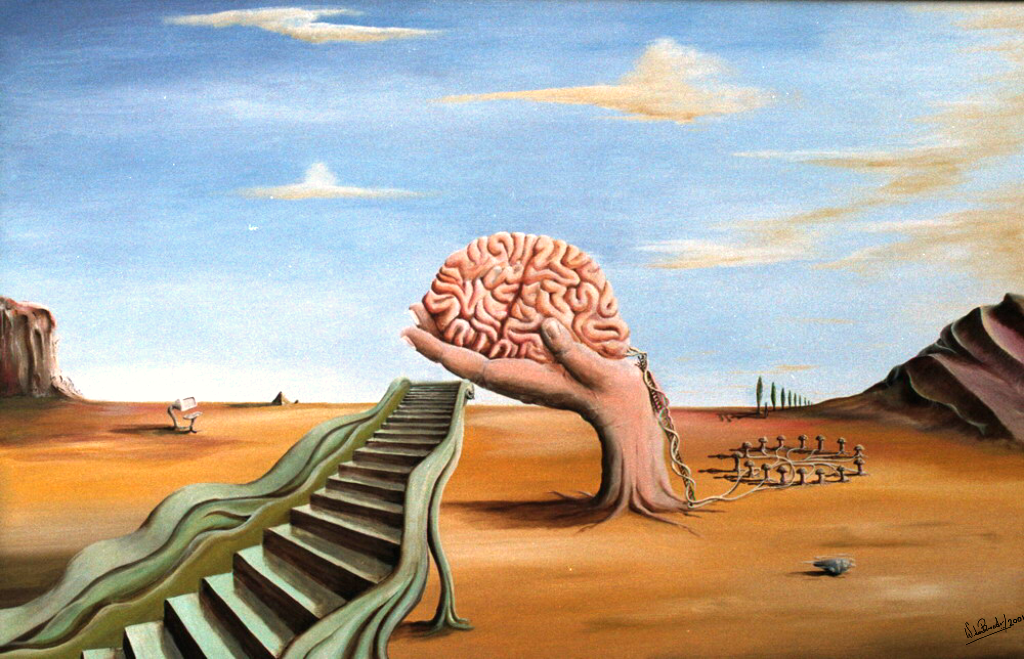
BrainChain (2001) van Willem den Broeder

Toen in 1924 de Franse surrealisten zich verzamelden rond hun eerste manifest, baseerden zij zich voornamelijk op de geschriften van Freud van het einde van de 19e eeuw, terwijl Freud zijn inzichten ondertussen had veranderd in de metapsychologie van de jaren twintig, zoals in “The Ego and the Id” van 1923. Daar hebben de surrealisten eigenlijk nooit rekening mee kunnen of willen houden.
De surrealisten wilden dat het ICH werd overrompeld door het ES terwijl Freud juist andersom wilde dat het ICH het ES zou veroveren.
Het is opvallend dat de surrealisten het werk van Jung hebben genegeerd, dat immers in zijn uitleg van mythen en occulte verschijnselen aansluit bij hun ideeën.
Van de typologieën van Freud: condensatie, verplaatsing (transfert), en symbolisatie werd alléén de eerste door de surrealisten besproken.
Freud vertaalde de eerste naar de tweede, - condensatie naar verplaatsing – vanwege het contrast, maar de surrealisten aanvaardden deze procedures niet omdat ze geen antinomieën wilden.
Dromen werden door Freud gebruikt om zijn patiënten te helpen, maar bij de surrealisten werden ze verteld opdat iedereen ervan zou kunnen genieten.
Surrealisten waren overtuigd van de mogelijkheid van vrije associatie (begrip) van ideeën, terwijl Freud juist betoogde dat deze associaties helemaal niet vrij waren, omdat zij beïnvloed zouden zijn door het onderbewuste.
Voor Freud was humor een vorm van een gevecht of een defensielijn, voor de surrealisten moest humor een extra dimensie toevoegen.

## Lijst van belangrijke surrealistische werken
Voorbeelden van surrealistische kunst zijn:
- Het kleden van de bruid, 1940 van Max Ernst
- Celebes, 1921 van Max Ernst[5]
- Vrouw met doorgesneden keel, 1932 van Alberto Giacometti
- Lopende Man, 1960 van Alberto Giacometti[6]
- De rode toren, 1913 van Giorgio de Chirico
- Het gerucht, 1937 van J.H. Moesman
- Avonduur, 1962 van J.H. Moesman
- Le canapé vert, 1944 van Paul Delvaux
- De stem van de ruimte, 1931 van René Magritte
- Het rijk der lichten, 1954 van René Magritte[7]
- De geboorte van de vloeibare begeerten, 1931-1932 van Salvador Dalí
- De volharding der herinnering, 1930 van Salvador Dalí[8]
- Omgevallen blauwe schoenen met twee hielen onder een zwarte boog, circa 1925 van Jean Arp
- Le déjeuner en fourrure, 1936 van Meret Oppenheim

## Beeldhouwkunst
In de beeldhouwkunst zijn Jean Arp en Alberto Giacometti even bekende surrealisten. In het surrealisme spelen bij de beeldhouwkunst de vervreemding en onwerkelijke voorstellingen een grote rol.

## Surrealisme in films
Het surrealisme in de filmwereld kende zijn hoogtepunt tijdens de Franse avant-gardeperiode in de jaren twintig. Aan het hoofd van deze beweging stond André Breton. Hij alleen bepaalde wie tot het surrealisme behoorde, wat natuurlijk voor veel wrevel zorgde.
Hoewel aanvankelijk een literaire beweging waren de surrealisten geboeid door cinema. Ze hielden vooral van Fantômas en Les Vampires. Hun interesse ging hoofdzakelijk uit naar de beelden en de acteurs, niet zozeer de regisseur. Voor de surrealisten werd mainstream cinema gekenmerkt door mysterie, geweld en erotiek.
De surrealisten namen een anticulturele, anti-intellectuele houding aan. Ze waren zeer links en waren fel gekant tegen cineasten als Jean Epstein, die ernaar streefden films te verheerlijken tot een hogere kunstvorm.
De surrealisten hadden een bijzondere manier om naar de film te gaan. Ze gingen gewoon lukraak een zaal binnen – in het midden van een vertoning dus – en absorbeerden de filmbeelden. Aldus werd voor hen het filmbezoek een soort sacraal ritueel; de bioscoop werd als het ware een moderne kerk.
Uiteindelijk deemsterde de stroming op filmisch gebied omdat men weliswaar goede schrijvers had, maar geen mensen die dit konden vertalen naar het scherm.

### Kern van surrealistische kijk op films
- Aandacht voor het onbewuste (dromen)
- De zogenaamde ‘L’Amour Fou’
- Een anti-houding: anti-burgerlijk, anti-elitair, anti-conformistisch
- Drang naar het unheimliche

Door de bijzondere manier van naar de film gaan, vergroten ze natuurlijk het droomaspect, de magische kracht van de cinema.

### Surrealistische films
Er zijn slechts enkele films die door André Breton surrealistisch worden genoemd. Dat zijn Un chien andalou en L'Âge d'or van Luis Buñuel. Daarnaast is er het controversiële L'imitation du cinéma van de Belg Marcel Mariën dat een invloed had op Jan Bucquoy met de film Camping Cosmos.
Regisseur David Lynch maakt eveneens surrealistische films (Lost Highway, Mulholland Drive, Inland Empire, What did Jack do. De Tsjechische regisseur Jan Švankmajer beschouwt zijn werk ook als surrealistisch.

## Surrealisme in de fotografie
Beroemde surrealistische fotografen zijn onder meer de Amerikaanse Man Ray en de Frans/Hongaarse Brassaï. De enige Nederlander, die geheel tot het surrealisme behoorde was de in de jaren 1930 actieve fotograaf Emiel van Moerkerken.

## Surrealisme in de literatuur
De bakermat van het surrealisme in de literatuur ligt in het Parijs van de jaren twintig. De belangrijkste principes werden geformuleerd door André Breton in zijn Manifest van het Surrealisme en later in zijn roman Nadja. Het surrealisme in de literatuur beweegt zich voortdurend tussen droom en werkelijkheid, tussen leven en kunst. Typerende thema’s zijn: een drang tot choqueren, verlangen, het fantastische, het onmogelijke, magie, oneindige vrijheid, afwijzing van de logische rede die al het onbekende tot het bekende wil herleiden. Surrealistische schrijvers maken veelvuldig gebruik van het sterk associatieve procedé van de "écriture automatique".
Een Nederlandse variant is te typeren als rationeel of gecontroleerd surrealisme. In die literatuur krijgt een irreële wereld op rationele wijze gestalte in een hecht gestructureerde tekst. Die bewuste conceptie presenteert een 'perfect georganiseerde ongerijmdheid' (Bordewijk) en als zodanig staat dit surrealisme diametraal tegenover het 'automatisch schrijven'. Verder kenmerkt dit literaire surrealisme zich door de bezieling van het levenloze en de 'verdinglijking' van de mens, en door het diffuse onderscheid tussen realiteit en irrealiteit. Voorbeelden van dit type surrealisme zijn verhalen in de bundels De wingerdrank (1937), Vertellingen van generzijds (1950) en Studiën in volksstructuur (1951) van F. Bordewijk. Ook de droomverhalen van W.F. Hermans in de bundels Moedwil en misverstand (1948), Paranoia (1953) en Een landingspoging op Newfoundland (1957) behoren tot dit gecontroleerd surrealisme. In een brief (10 april 1956) aan zijn uitgever G.A. Van Oorschot, noemde hij zijn roman De God Denkbaar - Denkbaar de God (1956) de eerste consequent surrealistische roman, niet alleen in Nederland, maar op de hele wereld. In de correspondentie tussen Bordewijk en Hermans is dit surrealisme, toegespitst op de verhalen, een van de belangrijkste onderwerpen. Zie daarvoor Willem Frederik Hermans & F. Bordewijk, Een onmiskenbare verwantschap. Brieven 1944-1965. (Amsterdam 2011). Andere Nederlandse auteurs wier werk met het surrealisme in verband is gebracht zijn Jacques Hamelink en Belcampo.